# 아 카펠라 음악 그룹 목록
다음은 아 카펠라 음악 그룹 목록이다.
아 카펠라 그룹(A Cappella Group)은 아카펠라로 활동하는 음악 그룹이다. 

## 역사
1980년대에 이르러 아카펠라는 대중음악가들의 다양한 음악적 표현 방법 중 하나로 여겨졌고, 클래식 연주에서 음향적 아카펠라로 연주 범위가 한층 넓어졌다. 영국의 플라잉 키켓츠가 <Only You>로, 미국의 바비 맥퍼린이 <Don't Worry, Be Happy>로 큰 사랑을 받았고, 1990년대 이후 보이즈 투 맨(Boys 2 Men), 리얼 그룹(Real Group), 락카펠라(Rockappella) 등의 아카펠라 그룹들이 대중음악과 영화OST, 광고음악 등에서 매우 큰 성공을 거둔다. 이 영향으로 한국에서는 1990년대 초반부터 아카펠라 그룹들이 생겨나기 시작했다. 솔리스츠(Solists), 인공위성(人工爲聲), 보이쳐(Voiture), 메이트리(Maytree), 다이아(D.I.A.), 제니스(Zenith) 등이 있다.

## 세계적인 아카펠라 그룹
- 스윙글 싱어즈(Swingle Singers) - 영국
- 킹스싱어즈(Kings Singers) - 영국
- 락카펠라(Rockappella) - 미국
- 리얼그룹(Real Group) - 스웨덴
- 테이크식스(Take6) - 미국
- 펜타토닉스(Pentatonix) - 미국
- 네추럴리7(Naturally7) - 미국
- 아이디어오브노쓰(The Idea Of North) - 호주

## 대한민국의 아카펠라 그룹

### 1990년대 결성한 아카펠라 그룹
- 솔리스츠(Solists)
- 인공위성(人工爲聲)
- 보이쳐(Voiture)
- 메이트리(Maytree)

### 2000년대 결성한 아카펠라 그룹
- 다이아(D.I.A.)
- 아카시아(Acacia)
- 원더풀(Onethefull)
- 제니스(Zenith)
- 엑시트(Exit)
- 프리티(Free.T)

### 2010년대 결성한 아카펠라 그룹
- 오직목소리(OZMSR, 구 두왑사운즈)